# Johannes Böse (Pädagoge)

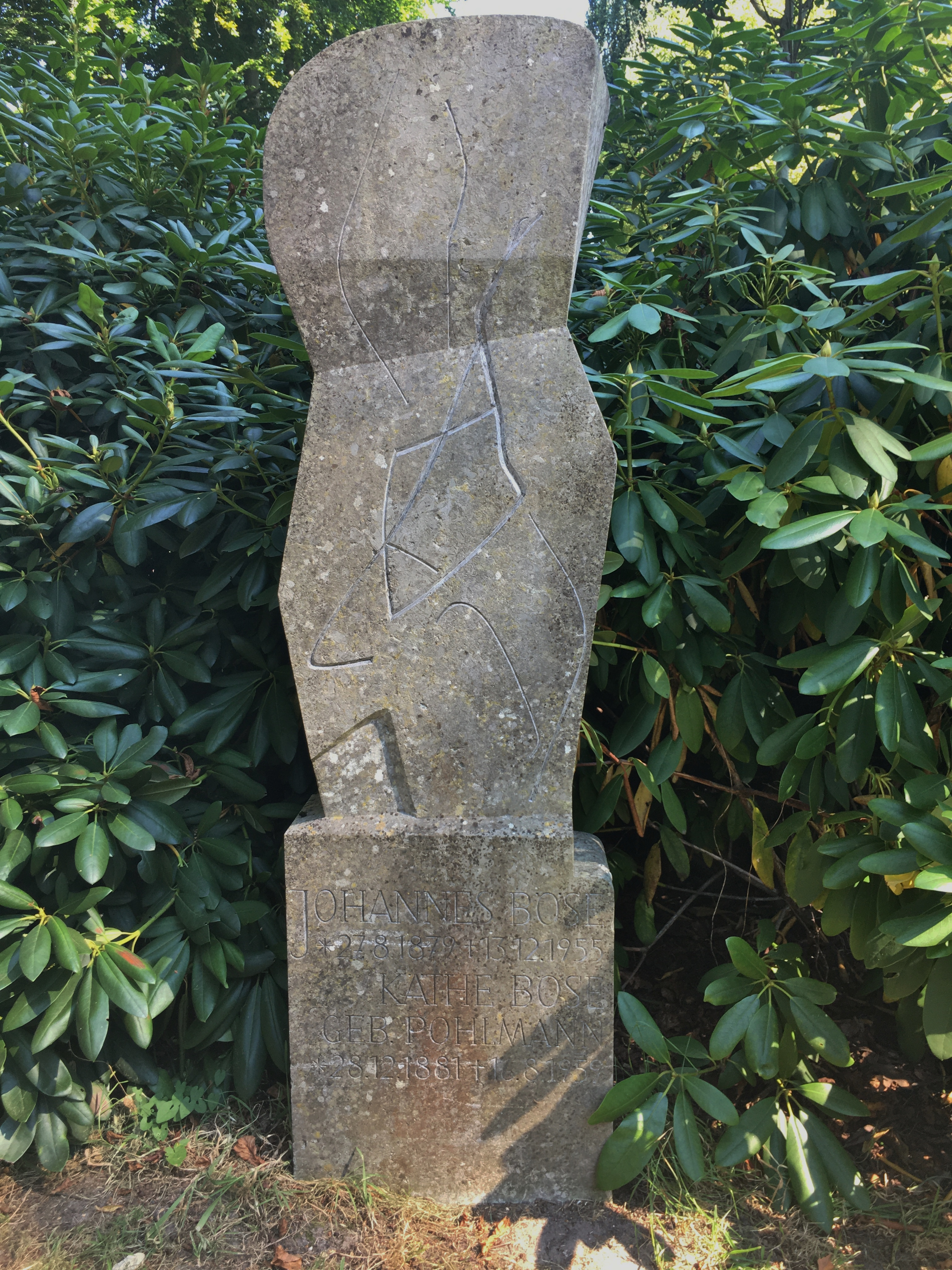
Das Grab von Johannes Böse auf dem Ohlsdorfer Friedhof

Johannes Böse (* 27. August 1879 in Hemelingen; † 13. Dezember 1955 in Hamburg) war ein deutscher Pädagoge.

## Biografie
Böse war der Sohn eines Volksschullehrers. Er wuchs mit drei jüngeren und vier älteren Geschwistern auf, darunter der Musikpädagoge Hermann Böse. Von 1896 bis 1899 besuchte er das Lehrerseminar in Alfeld. Anschließend arbeitete er als Lehrer in Hildesheim und Bremen und ab 1902 an der Schule Taubenstraße in Hamburg. Hier schloss er sich schnell der reformorientierten Bewegung der Kunsterziehung um Alfred Lichtwark an. 1903 trat er in die Lehrervereinigung zu Pflege der künstlerischen Bildung ein, die später mit der Gesellschaft der Freunde des vaterländischen Schul- und Erziehungswesens fusionierte.
Böse, der ab 1916 an der Seminarschule Binderstraße lehrte, musste aufgrund der Lehrtätigkeit während des Ersten Weltkriegs keinen Kriegsdienst leisten. 1921 zog er in die Fritz-Schumacher-Siedlung in Langenhorn in das Haus Timmerloh 25, gleich bei der heutigen Fritz-Schumacher-Schule, in der er ab 1923 unterrichtete. Böse, der malte, Klavier, Orgel und Geige spielte, etablierte dort kunstpädagogische Arbeitsgemeinschaften für Schüler und deren Eltern. Ab 1924 gab er auch Kurse an der Volkshochschule. Aus diesen Arbeitsgemeinschaften entwickelte sich die Griffelkunst-Vereinigung Hamburg, die Böse 1925 gründete und die anfangs aus 79 Mitgliedern bestand.
Böse, der bis 1933 der SPD angehört hatte, wurde von den Nationalsozialisten nach der Machtergreifung kurzzeitig entlassen. Am 19. August 1937 beantragte er die Aufnahme in die NSDAP und wurde rückwirkend zum 1. Mai desselben Jahres aufgenommen (Mitgliedsnummer 5.111.833). Nach dem Ende des Zweiten Weltkriegs wurde er jedoch wieder für die Sozialdemokraten tätig. Bis zu seinem Tod führte er die Griffelkunst-Vereinigung, wofür er teilweise vom Schuldienst freigestellt war. Seine älteste Tochter Gerda (1910–1970), die ihn schon zu Lebzeiten unterstützt hatte, übernahm die Leitung der Vereinigung nach dem Tod Johannes Böses. 
Ludwig Meidner schuf ein Porträt von Johannes Böse, das 1952 als Radierung bei der Griffelkunst-Vereinigung erschien. Für das Grab von Johannes Böse auf dem Ohlsdorfer Friedhof schuf Hans Martin Ruwoldt den Grabstein, der einen Vogel darstellt (Grablage S 11-127, nahe Kapelle 1). Böses Frau Käthe, geb. Pohlmann (1881–1959), sowie die Töchter Gerda und Maren (1916–1961) wurden ebenfalls in dem Grab beigesetzt.
Seit dem 1. April 1959 erinnert der Johannes-Böse-Weg in Langenhorn an den ehemaligen Pädagogen.